# Локе в Тухињу
Локе в Тухињу (словен. Loke v Tuhinju) је насељено место у општини Камник, Средњесловенска регија, Словенија.

## Историја
До територијалне реорганизације у Словенији биле су у саставу старе општине Камник.

## Становништво
У попису становништва из 2011. године, Локе в Тухињу су имале 217 становника.
| Број становника према пописима | Број становника према пописима | Број становника према пописима |
| ------------------------------ | ------------------------------ | ------------------------------ |
| 1991                           | 2002                           | 2011                           |
| 133                            | 180                            | 217                            |